# Obthorpe
Obthorpe – osada w Anglii, w hrabstwie Lincolnshire, w dystrykcie South Kesteven. Leży 58 km na południe od Lincoln i 137 km na północ od Londynu.